# Filialkirche Weißpriach

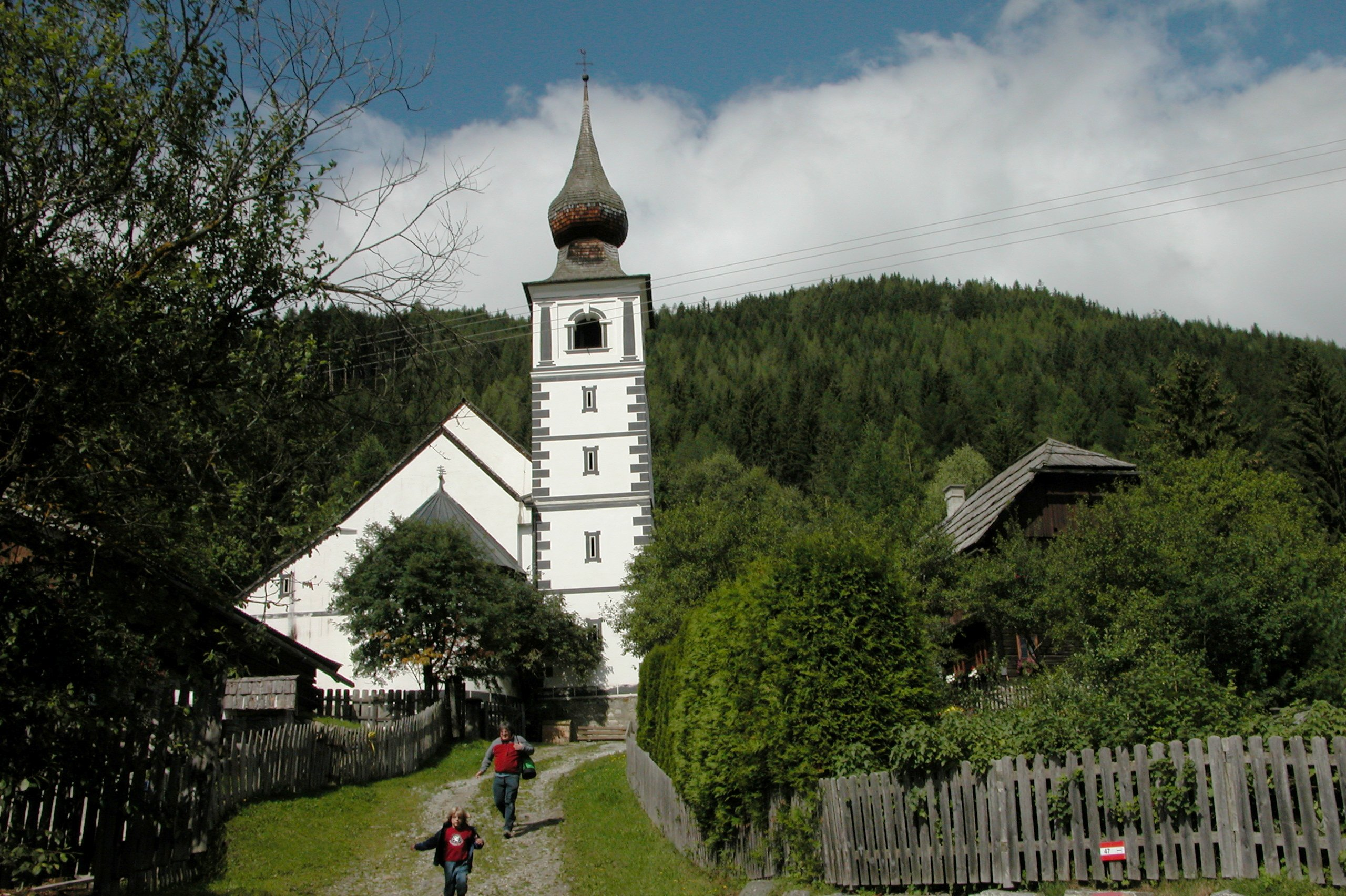
Katholische Filialkirche hl. Rupert in Weißpriach

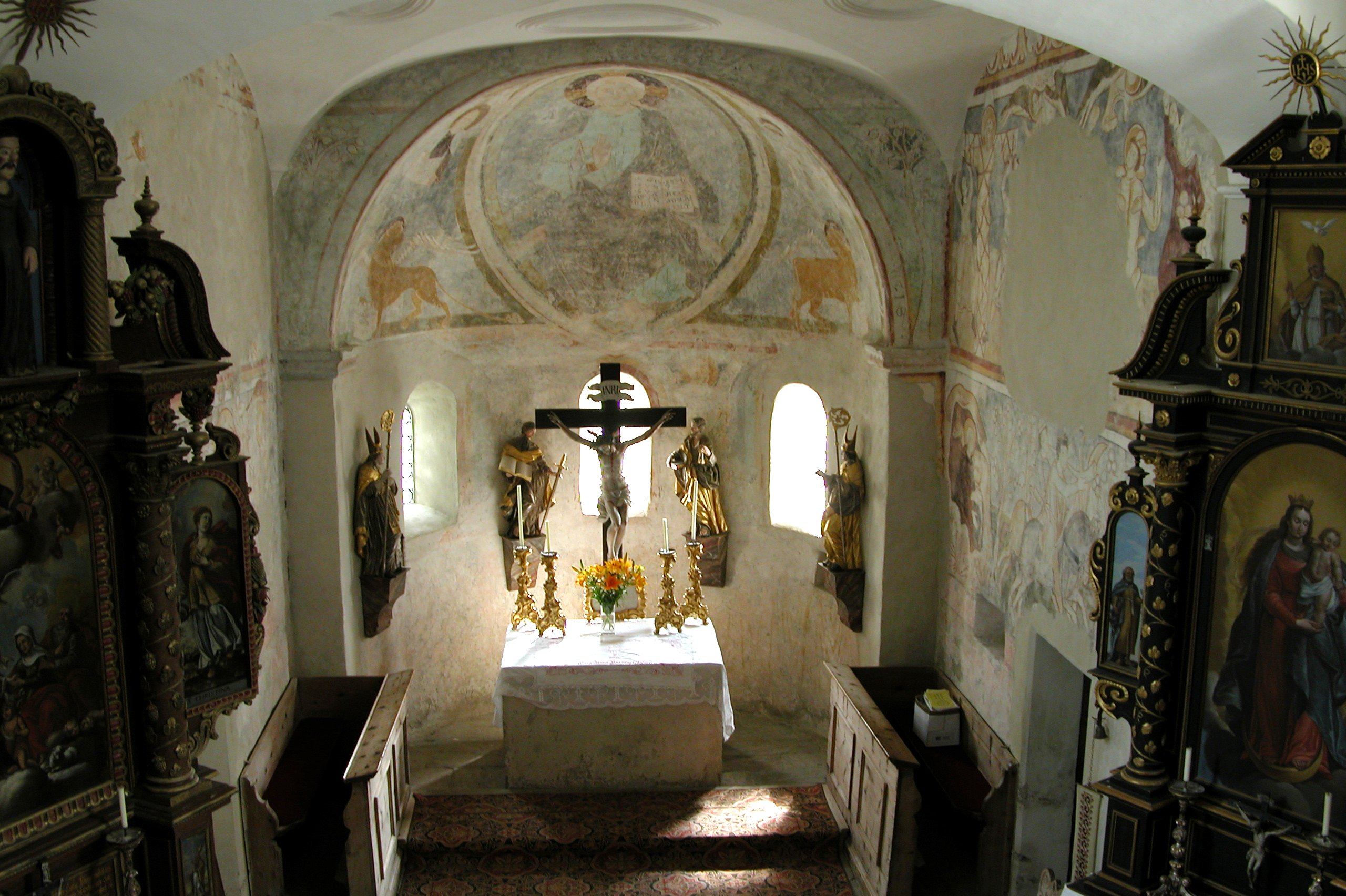
Innenausstattung mit Apsismalereien

Die römisch-katholische Filialkirche Weißpriach steht im Kirchweiler St. Rupert in der Gemeinde Weißpriach im Bezirk Tamsweg im Land Salzburg. Die dem Patrozinium des hl. Rupert von Salzburg unterstellte Filialkirche gehört zum Dekanat Tamsweg in der Erzdiözese Salzburg. Die Kirche steht unter Denkmalschutz (Listeneintrag). Ihre überregionale Bedeutung erhält sie durch zum Teil byzantinische Freskenzyklen, die in die Zeit um 1050/1200 datiert wurden.

## Lage
Die Kirche liegt erhöht über dem Eingang des Weißpriachtals und bildet mit dem Mesnerhaus, einigen weiteren Bauernhäusern und zwei gemauerten Troadkästen (Getreidespeichern) den von Mariapfarr aus gesehen ersten Ortsteil von Weißpriach – St. Rupert. Die Kirche liegt am Weg zum Oberhüttensattel, der zur Erbauungszeit der Kirche nach dem Verfall der Römerstraße über den Radstädter Tauernpass die wichtigste Verbindung zwischen dem Lungau und dem Ennstal war.

## Geschichte
Der Ursprung der Kirche ist unbekannt, dürfte aber bis gegen 750, nämlich in die Zeit der Unterwerfung der Alpen-Slawen durch die Bayern unter ihrem Herzog Tassilo III. und die damals einsetzende Christianisierung zurückreichen. Die zahlreichen eingemauerten römischen Architektursteine zeigen, dass dort schon in der Römerzeit ein Kultbau gestanden haben muss, dessen Reste beim ersten Kirchenbau Verwendung gefunden haben. Es war dies eine Eigenkirche der Salzburger Dompröpste, die in diesem Tal über ausgedehnte Besitzungen und einen Wohnturm als Reise-Stützpunkt verfügten. Dort führte bis gegen 1130 die alte Tauernstraße hindurch. Die Kirche weist alte Fresken mit der Ägidius-Legende aus der Zeit um 1110 und ein hochwertiges Apsis-Gemälde byzantinischen Stils mit Christus in der Mandorla und den vier Evangelistensymbolen auf. Manche Kunstexperten datieren diese Malerei und somit den Bau in die Zeit um 1050.
Die Ritter von Weißpriach, denen das Domkapitel im Jahre 1040 das umliegende Gut verlieh, bauten die Burg aus und benützten die Kirche als Burgkapelle. Die Burg wurde um 1485 von ungarischen Söldnern eingenommen und war dem Verfall preisgegeben, als das Geschlecht der Weißpriacher um 1500 ausgestorben war. Der berühmteste Spross war Burkhard von Weißpriach, Erzbischof und Landesfürst von Salzburg 1461–1466.

## Freskenschmuck
Im Innenraum der Kirche sind über der Apsis und an den Wänden des Chores und des Langhauses Fresken aus der Zeit zwischen 950 und dem frühen 13. Jahrhundert vorhanden:

### Darstellungen
- Im Altargewölbe ist Christus dargestellt, der zum Gericht erscheint (Majestas Domini), umgeben von den vier Evangelisten
- Über der Eingangstür Fresken von ca. 1120
- Rest eines Jüngsten Gerichtes mit Verstoßung in die Hölle und den Qualen der Verdammten
- Über der Sakristeitüre, unteres Band: König Wamba auf der Jagd und Ägidius die Kuh melkend
- Über der Sakristeitüre, oberes Band: Stephanus wird gesteinigt und der Heilige Philippus an das Kreuz gefesselt
- Über der Turmtüre: König Wamba entdeckt Ägidius in seiner Höhle und lässt sich belehren

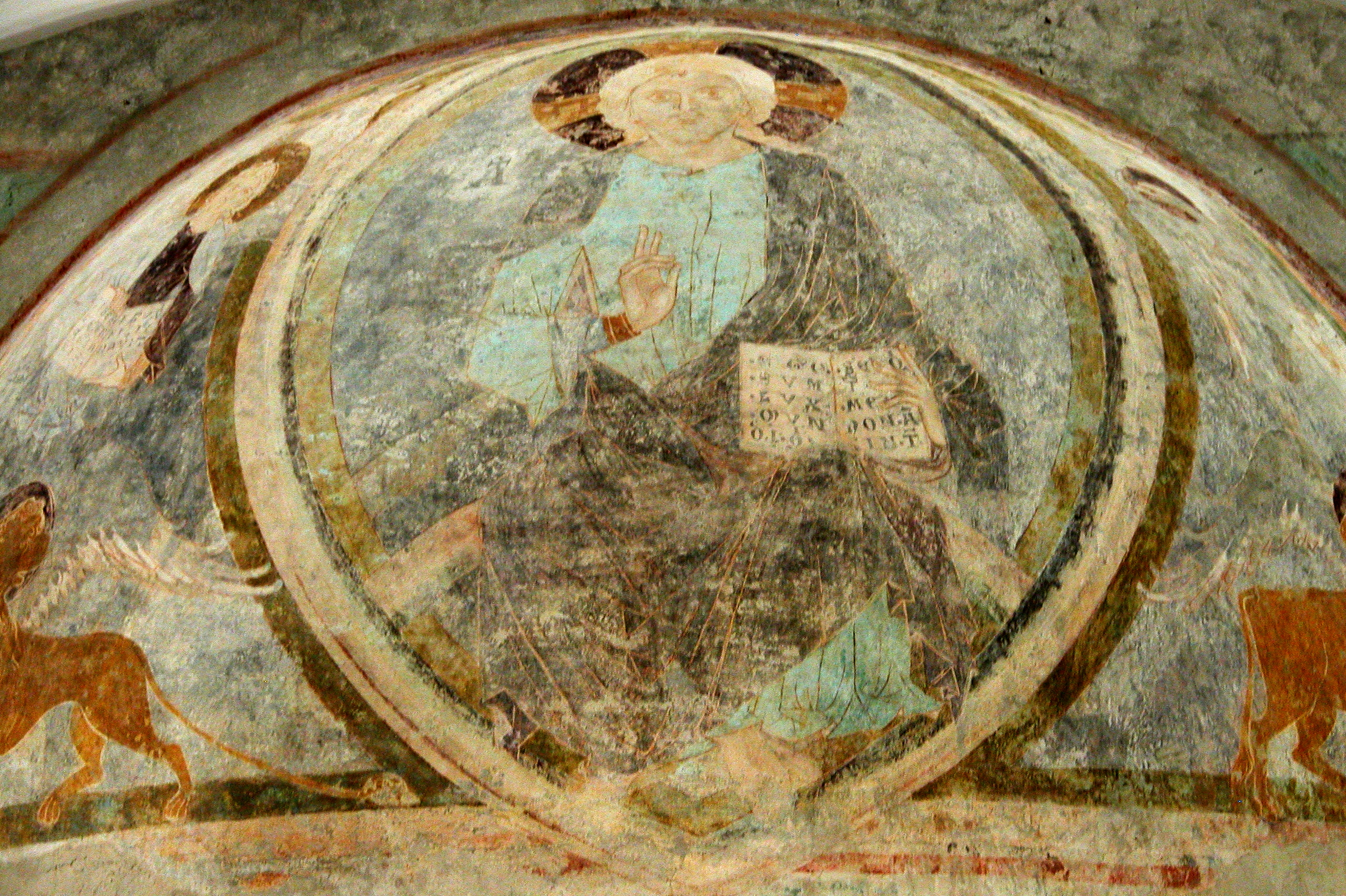
Christus als Weltenrichter in der Apsis
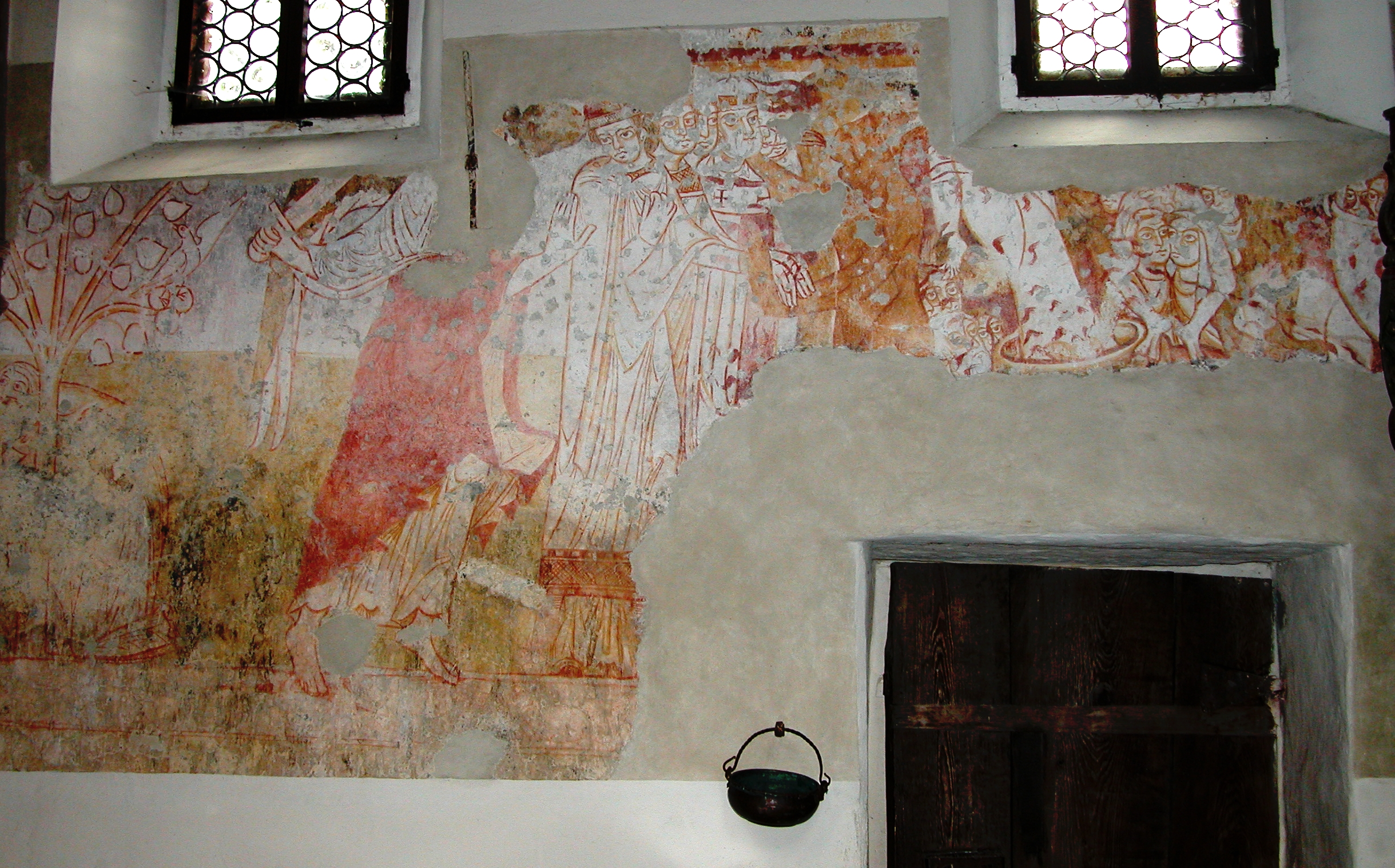
Das Jüngste Gericht an der Nordwand
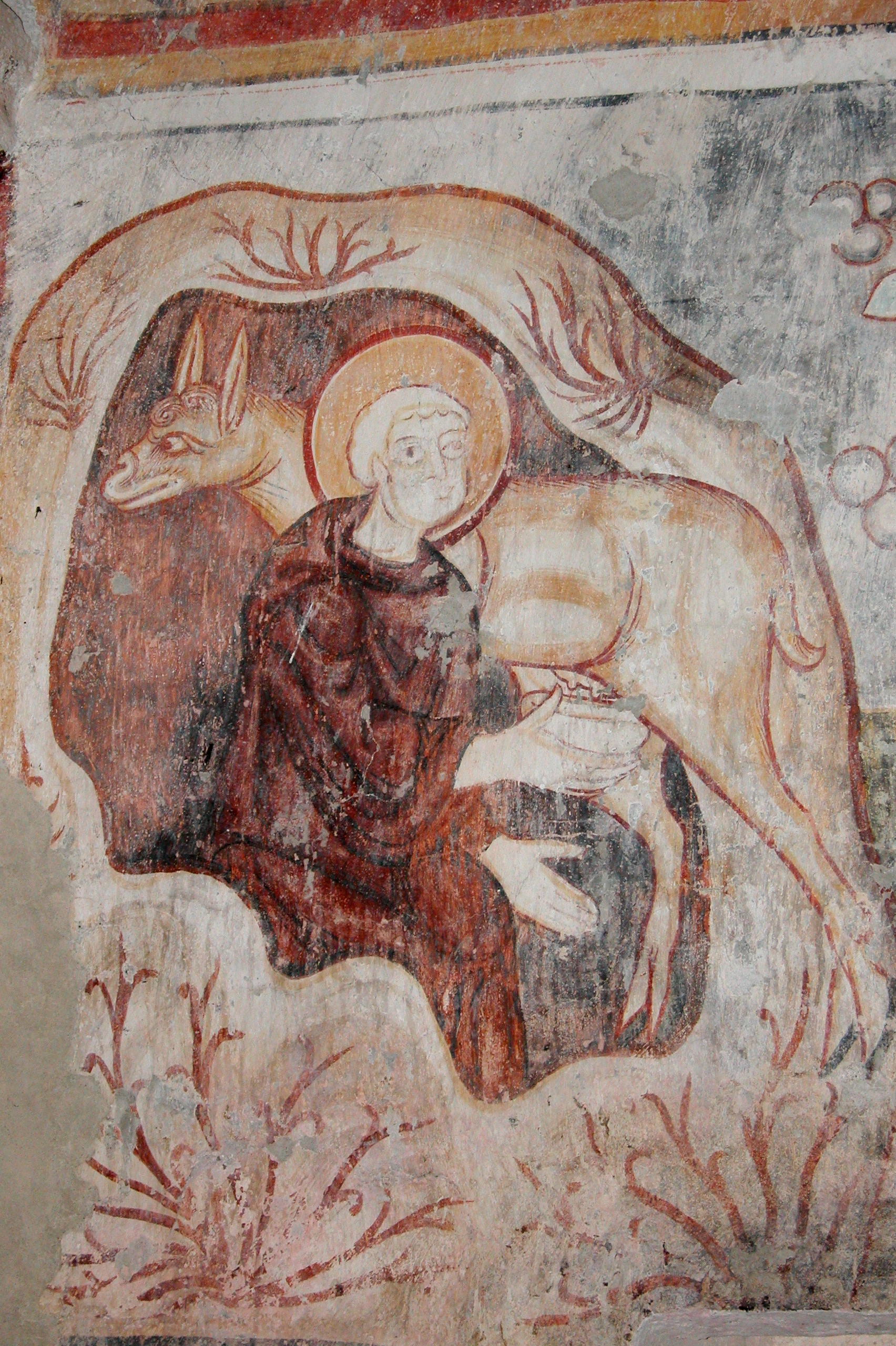
Ägidiuslegende 1: Kuh melkend
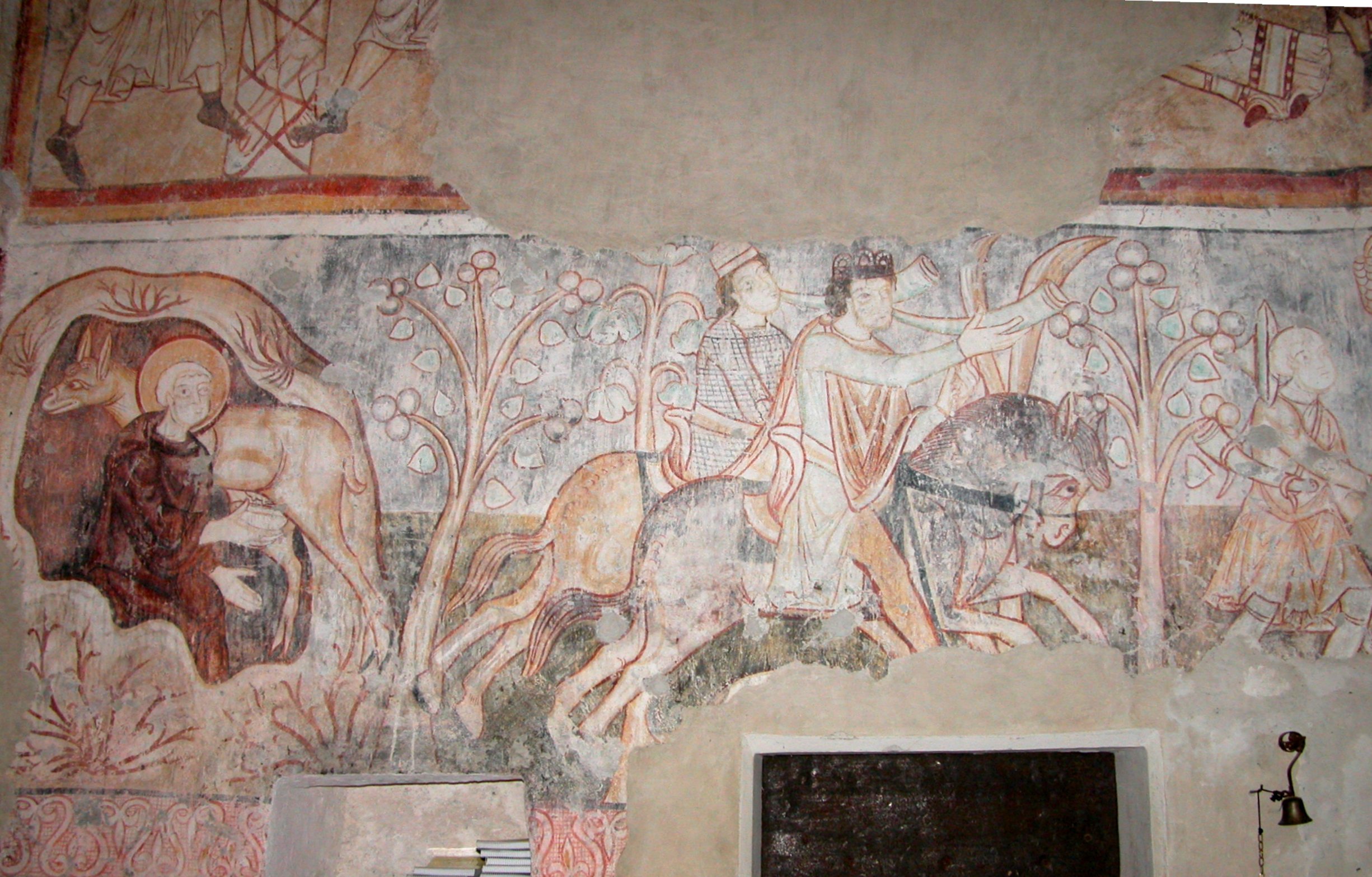
Ägidiuslegende 2: König Wamba auf der Jagd

### Restaurierungsgeschichte
Die aus dem frühen 13. Jahrhundert stammende Wandmalerei in der Apsis mit der Darstellung der Majestats Domini wurde 1949 mit dem Hammer „freigelegt“, was einer Teilzerstörung gleichkam: es entstanden umfangreiche mechanische Beschädigungen und große Verlustpartien. In dieser Zeit wurden an der Nord- und Südwand des Chorquadrates noch ältere Wandmalereien in Seccotechnik auf weißer Kalkgrundierung entdeckt. Der geglättete Putzgrund, auf dem die Kalkgrundierung schlecht haftete sowie die Versinterung der darüberliegenden Kalktünche haben diese Malereien damals vor einer gleichen schädigenden „Freilegung“ bewahrt, wie die begonnenen Probestellen mit Totalverlust zeigen. Sowohl im Chor wie in der Apsis war die Haftung der Malschicht mit der Grundierung an der Übertünchung weit besser (Versinterung der Kalkschichten unmittelbar auf der Malerei) als auf dem Untergrund.
Von 1977 bis 1979 wurden zunächst die Reste der Kalktünche und Kalkschleier auf der Apsismalerei, die 1949 durch Abklopfen nicht entfernt wurden, mit Skalpell und Lupe abgenommen. Im Chor wurden die Kalktünche systematisch entfernt und die letzte Kalkschicht vorsichtig mit Skalpell und Glasradierer abgenommen. Parallel dazu wurden Lockerungen der Kalkgrundierung durch Injektionen und Pinselauftrag von Polyvinilacetatemulsion (Vinavil) gesichert. Dieses Vorgehen erwies sich als erfolgreich und es konnte eine höchst wertvolle Malerei aus der Mitte des 12. Jahrhunderts, stilistisch vergleichbar mit den Malereien des berühmten Antiphonars von St. Peter (Österreichische Nationalbibliothek, Wien), sichtbar gemacht werden.

## Weitere Ausstattung
- Die Kirchentür aus Lärchenpfosten mit dem massiven Eisenriegel und dem mächtigen Schlüssel dürfte noch die originale sein.
- Die ursprüngliche romanische Holzdecke wurde in der Barockzeit durch das heutige Schalgewölbe ersetzt.
- Eine der beiden Glocken stammt aus dem Jahre 1552. Sie galten im Volke als besonders wirksam gegen böse Wetter und wurden die Rueprechts Hündlein genannt. Wenn diese bellten, mussten die Wetterhexen fluchtartig aus dem Tale weichen.
- Der heutige Altar besteht aus einem Stein aus der Römerzeit. Dahinter stehen die Statuen der Apostel Petrus und Paulus und der Bischöfe Virgil und Vital.
- Der rechte Seitenaltar war bis 1742 Hochaltar der Kirche und stammt aus der Zeit um 1690
- Der linke Seitenaltar stammt aus dem Vorgängerbau der Kirche von Mariapfarr-Althofen, der ältesten Kirchengründung des Lungaus, und wurde 1743 hierher versetzt. Eine geschnitzte St. Leonhard-Statue hält eine Kette in der Hand, die aus einem einzigen Stück geschnitzt ist. Sie weist ihn als Schutzheiligen des Viehs und der Pferde aus.
- Die Kreuzwegbilder wurden 1768 von der Malerfamilie Lederwasch aus Tamsweg gemalt.
- Sehenswert ist auch die hochbarocke Kanzel. An der Rückwand befindet sich das Marienbild mit der Darstellung des Restes der ehemaligen Burg (1710).

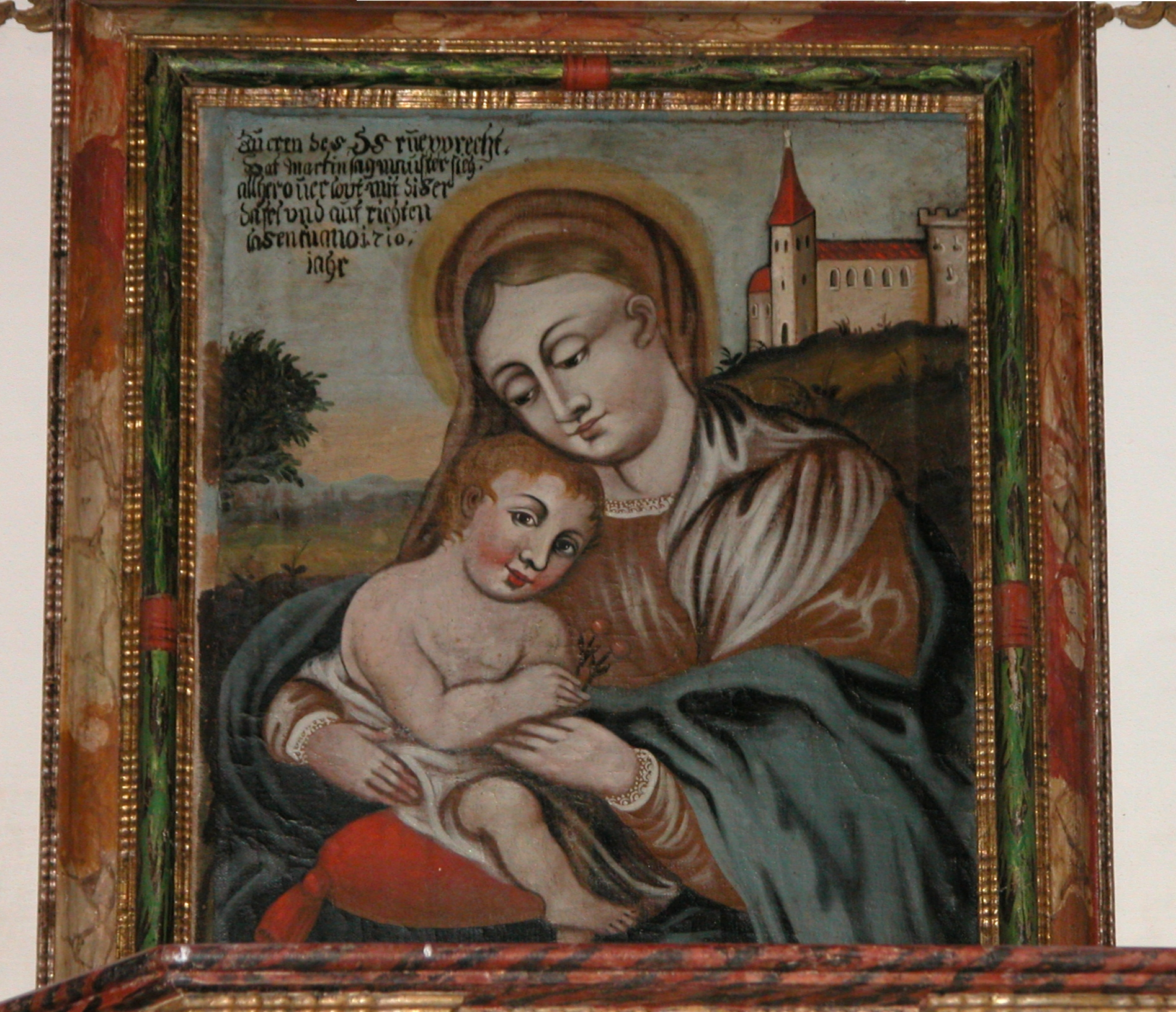
Bild an der Kanzel mit Darstellung der ehemaligen Burg
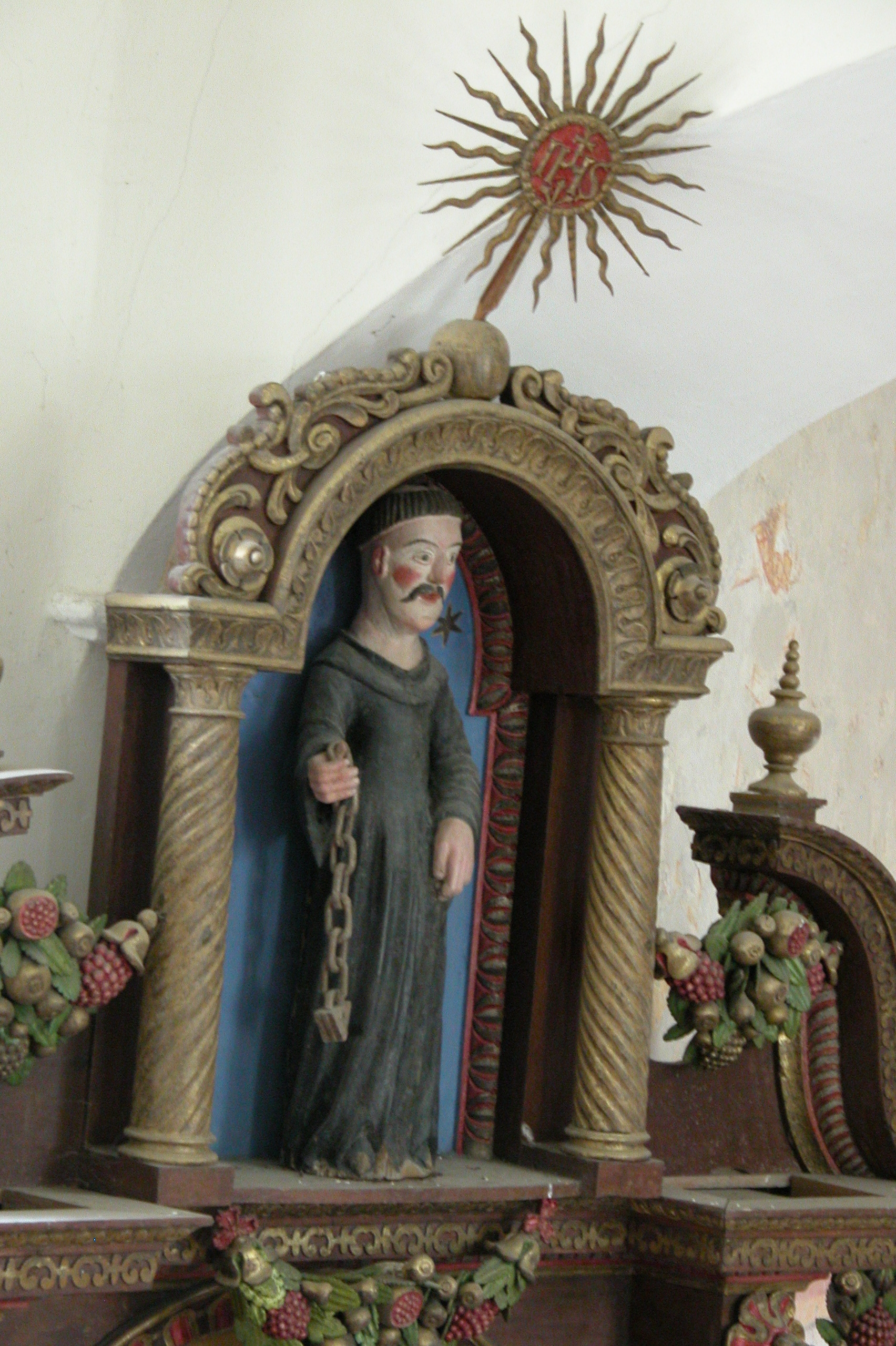
St. Leonhard vom linken Seitenaltar
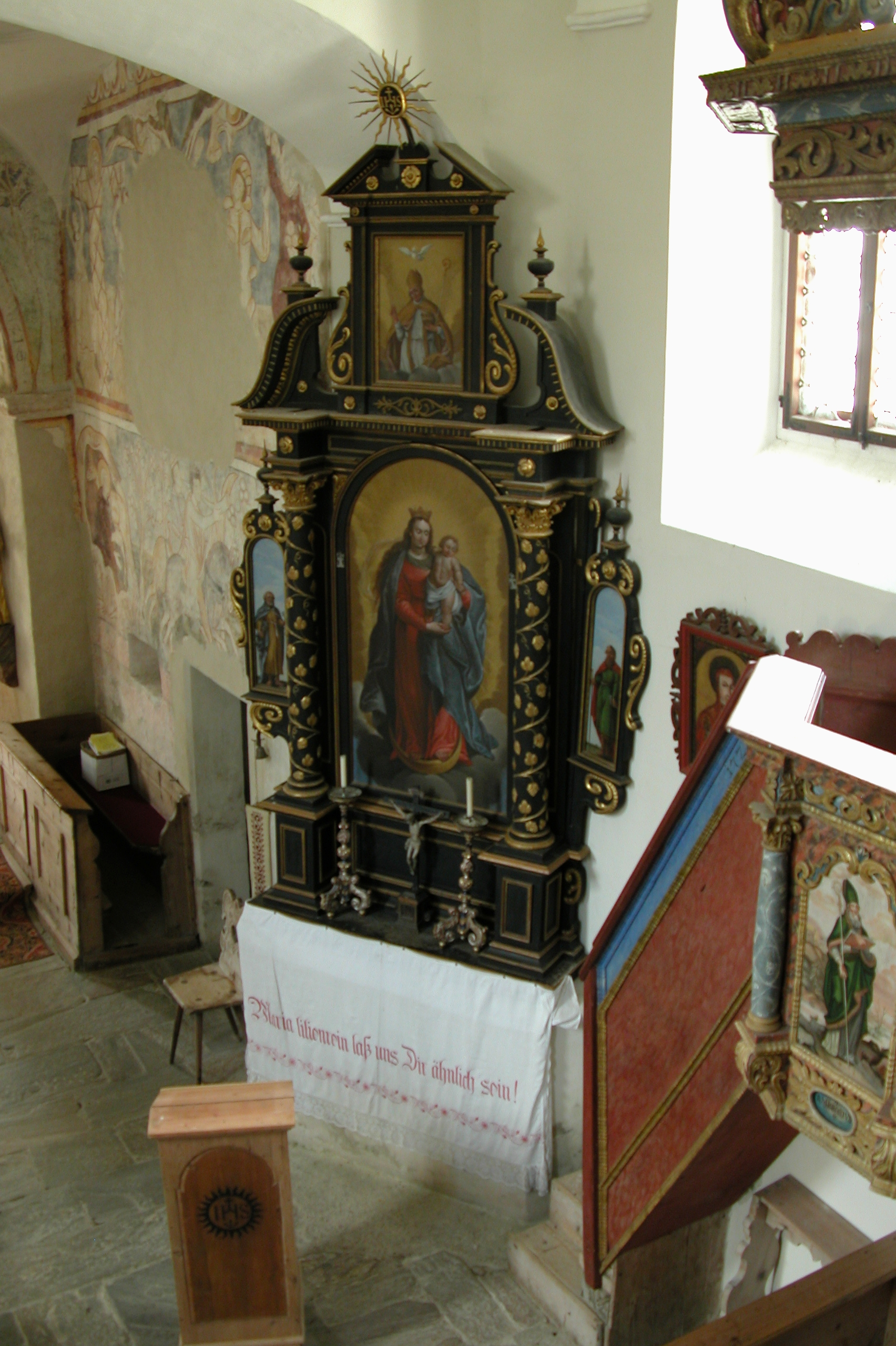
Rechter Seitenaltar
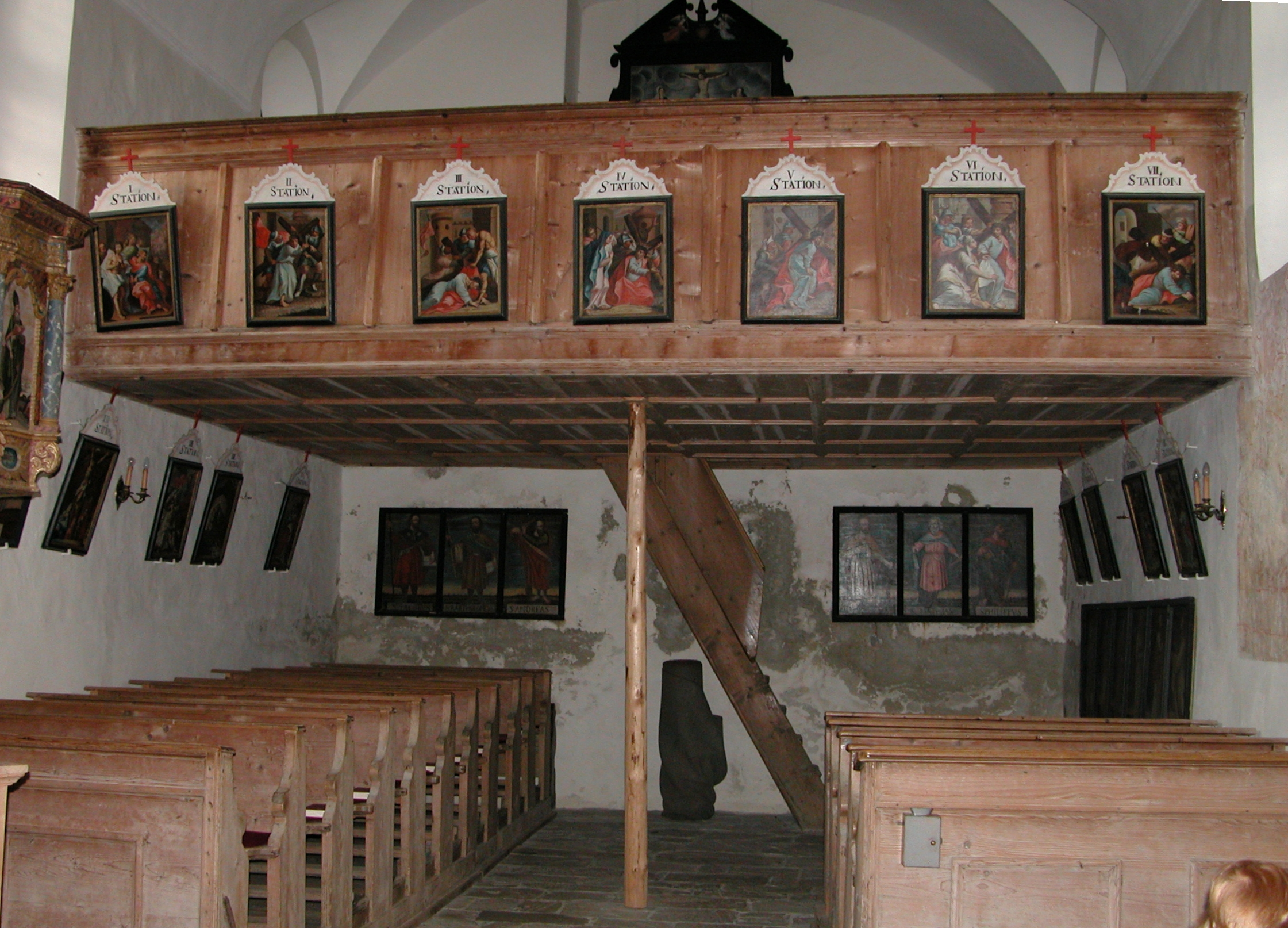
Empore

## Mesnerhaus

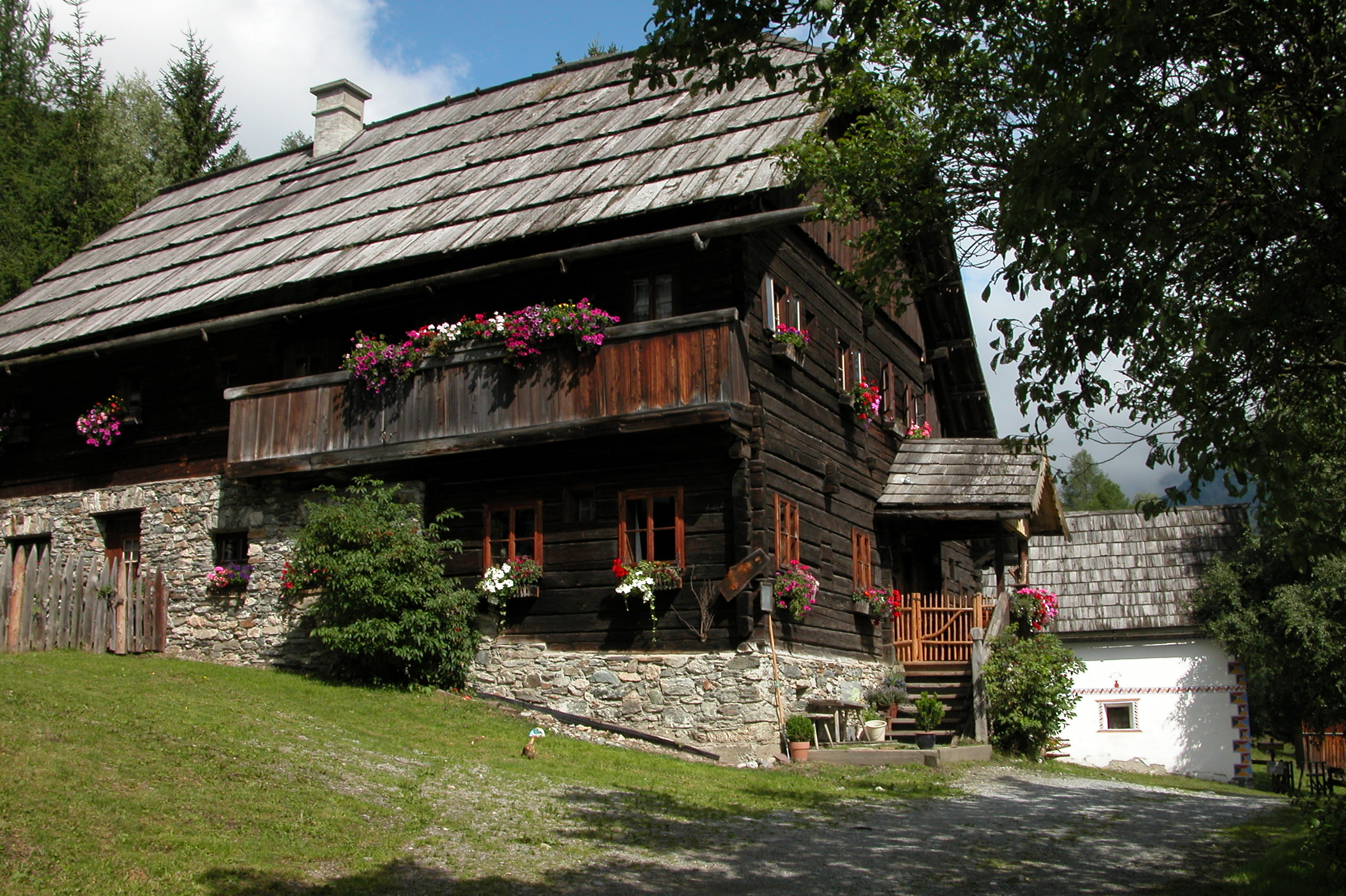
Das Mesnerhaus neben der Kirche St. Rupert mit Kornkasten

Das alte Mesnerhaus neben der Kirche ist als dompropsteiische sogenannte Huebe in der Mauer (innerhalb der Burgmauer) im Jahre 1300 beurkundet.